# Florian Kostner
Florian Kostner (Bolzano, 12 ottobre 1979) è un ex fondista italiano.

## Biografia
Figlio del fondista olimpionico Ulrico Kostner ed originario di Ortisei, in carriera ha gareggiato prevalentemente in circuiti internazionali  ( Coppa del Mondo, Coppa Continentale, Alpen Cup e Marathon Cup), non ha mai preso parte né a Giochi olimpici invernali (riserva a Salt Lake City 2002), né a Campionati mondiali.
Ha vinto 3 volte la classifica generale di Coppa Europa 2004, 2008, 2009. Ha ottenuto diversi piazzamenti in Coppa Del Mondo nei primi trenta tra cui il migliore un 6 posto a Pragelato nel 2004 nella 30 km skating.
È Allenatore di 2 Livello e Maestro di Sci. Dal 2015 è Istruttore Nazionale di Sci Di Fondo.
Ha debuttato ai Mondiali juniores del 1998 a Pontresina, ottenendo due quinti posti. In Coppa del Mondo ha esordito il 3 marzo 2000 nella sprint a tecnica libera di Lahti (56°).

## Palmarès

### Coppa del Mondo
- Miglior piazzamento 6. in Coppa del Mondo Pragelato 2004 30 km skating.

### Marathon Cup
- Miglior piazzamento in classifica generale: 6º nel 2012
- 1 podio:
  - 1 terzo posto

### Campionati italiani
- 6 medaglie[1]:
  - 3 argenti (15 km TC, 15 km TL nel 2004; 50 km TC nel 2009)
  - 3 bronzi (10 km TC nel 2002; 50 km TL nel 2004; 50 km TL nel 2006)